# Bitva u Lucofaa
Bitva u Lucofaa také bitva u Bois-du-Fays byla ve druhé polovině 7. století rozhodujícím střetnutím občanské války, která vypukla ve franském království za vlády krále Dagoberta II. V bitvě se střetlo neustrijské vojsko krále Theudericha III. a jeho majordoma Ebroina, které porazilo jednotky Austrasie pod vedením majordoma Pipina II. Prostředního a vévody Martina z Laonu.

## Pozadí
Neustrijský boj o následnictví vypukl po smrti krále Chlothara III. v roce 673. Majordomus královského paláce Ebroin dosadil na trůn loutkového krále Theudericha III., což se nelíbilo neustrijským aristokratům, kteří se proti Ebroinovi vzbouřili a trůn v Neustrii a Burgundsku nabídli  austrasijskému králi Childerichovi II. Ten téhož roku dobyl království Neustrie, Theudericha z trůnu sesadil a Ebroina nechal uvěznit v klášteře Luxeuil, čímž nakrátko znovu sjednotil celé Franské království. Následně neustrijským magnátům slíbil, že do úřadu majordoma nebude jmenovat nikoho, kdo není z jejich království. Tento slib Childerich II. vzápětí porušil a majordomem jmenoval Wulfoalda. Vzapětí nespokojení neustrijští disidenti Childericha II. i jeho manželku Bilichildu na loveckém výletě zavraždili. Tato vražda krále a jeho manželky vyvolala ve franských zemích občanskou válku. Mezitím se Dagobert II. vrátil z nuceného exilu a v roce 676 byl jmenován králem Austrasie. Téhož roku sesazený a uvězněný Ebroin ze svého vězení unikl, zabil neustrijského majordoma Leudesia a znovu intronizoval Theudericha III.

## Datum a místo bitvy
Přesné datum bitvy nelze z dochovaných zdrojů jednoznačně určit. Bitva se odehrála po smrti krále Childericha II. v roce 675, ale před smrtí Ebroina v roce 680. Jednou z předpokládaných verzí je, že se střetnutí odehrálo na počátku roku 680, krátce po smrti Dagoberta II., který podle pozdějšího martyrologia zemřel koncem 23. prosince roku 679, ale před smrtí Ebroina, který byl zavražděn před 15. květnem. Chronologické údaje se shodují v obou primárních zdrojích, jimiž je Liber Historiae Francorum a pokračování Fredegarovy kroniky. Bitva se dle zdrojů odehrála „po smrti Wulfoalda a zmizení králů“ (úmrtí králů). Datum Wulfoaldovy smrti i totožnost zesnulých králů je však nejistá. Pokud jsou zesnulými králi Childerich II. a Chlothar III., což je pravděpodobnější, pak se bitva odehrála za vlády Dagoberta II. v Austrasii v roce 679. Jestliže jsou zesnulými králi Childerich II. a Dagobert II. pak se bitva odehrála na počátku roku 680. Liber Historiae Francorum uvádí, že armáda se skládala především z odvedenců, což vzhledem k důležitosti legitimního merovejského krále při odvodu franských mužů do armády zvyšuje pravděpodobnost, že k bitvě došlo za života krále Dagoberta II. V tom případě armáda Pipina II. a Martina z Laonu bojovala ve jménu a pravděpodobně i v přítomnosti krále Dagoberta II.
Také historici Paul Fouracre a Richard Gerberding dle svých studií obou rukopisu uvádějí za nejpravděpodobnější datum bitvy září 679, krátce před Dagobertovou vraždou.
Místo bitvy je nyní součástí Sévigny-Waleppe, nedaleko Rethelu, v Ardensku.

## Bitva
Fredegarova kronika i Liber Historiae Francorum uvádějí, že bitva byla na svou dobu velmi velkým střetnutím. Byla to první vážná bitva mezi Franky od občanské války Brunhildy a Chlothara II. o tři generace dříve.
Austrasijské síly pod vedením Pipina II. a Martina z Laonu zahájili tažení, slovy Fredegarovy kroniky „rozdmýchali válku proti králi Theuderichovi“. Navzdory skutečnosti, že Pipin II. a Martin z Laonu vyhlásili válku, byli nakonec svým neustrijským protějškem Ebroinem poraženi. Po bitvě Pipin II. a Martin z Laonu z bojiště uprchli, zatím co vítězný Ebroin zpustošil celý region. Martin našel útočiště v Laonu, odkud byl následně Ebroinem s falešnými sliby mírových jednání vylákán. Martin z Laonu s oddílem odjel na jednání o míru do Ecry (nyní Asfeldu), ale byla to léčka. Martin i jeho příznivci byli Ebroinem a jeho lidmi zavražděni.

## Následky bitvy
Ebroin si vítězství a své kruté vlády dlouho neužil, krátce po bitvě byl v roce 680 svými četnými odpůrci zavražděn. Jeho vítězství však ponechalo Neustrii dominantní postavení a umožnilo Theuderichovi III. znovu sjednotit neustrijské království. Bitva u Lucofaa způsobila velké problémy Pipinovi II. i celého rodu Pipinovců při jejich cestě k moci ve franských královstvích. Přesto Pipin II. Prostřední v následujících letech znovu získal moc v Austrasii a když v roce 687 porazil v bitvě u Tertry neustrijského majordoma Berchara, znovu ovládl i Neustrii, čímž sjednotil celou Franskou říši pod vládu Theudericha III., kterého měl Pipin ve své moci, Theuderich III. byl jeho pouhou loutkou při boji o moc ve Franské říši.
Liber Historiae Francorum, která byla napsána v roce 727 z neustrijského pohledu, klade samozřejmě větší důraz na neustrijské vítězství u Lucofaa než na austrasijské vítězství v bitvě u Tertry. Annales Mettenses priores, které se kloní spíše ke karolínské či pipinovské straně, se o bitvě vůbec nezmiňují.